# Шнайдер, Йозеф
Йо́зеф Шна́йдер (нем. Josef Schneider; 3 февраля 1901, Австро-Венгрия — XX век, Вена) — австрийский футболист, игравший на позиции полузащитника. По завершении игровой карьеры — футбольный тренер.
Выступал, в частности, за клубы ВАК и «Хунгария», а также за национальную сборную Австрии. Чемпион Венгрии и обладатель Кубка Швейцарии.

## Клубная карьера
Во взрослом футболе дебютировал в 1919 году выступлениями за клуб «Винер АФ», в котором провёл один сезон, приняв участие лишь в 5 матчах чемпионата.
В течение 1921—1922 годов защищал цвета клуба «Фёрст», после чего перешёл в состав другого столичного клуба «Винер Атлетик». Сыграл за венскую команду следующие пять сезонов своей игровой карьеры, один из которых (1923/24) команда провела во втором дивизионе. В составе «Винер АК» был одним из ключевых игроков, вызывался в сборную, отличался высокой для полузащитника результативностью. Наивысшего результата команда добилась в 1925 году — 5 место.
Следующие два сезона Шнайдер провёл в Венгрии в составе клуба «Хунгария» (Будапешт). Был твёрдым игроком основы, а команда сначала завоевала второе место в чемпионате, а в следующем сезоне — первое. В победном сезоне Шнайдер сыграл 20 матчей и забил 1 гол. Главные звёзды той команды были известны во всей футбольной Европе — Дьюла Манди, Ференц Хирзер, Дьёрдь Мольнар, Ёне Кальмар, Габор Клебер и другие. Также в 1927—1929 годах Йозеф сыграл 6 матчей в Кубке Митропы, престижном международном турнире для сильнейших команд Центральной Европы.
Следующие годы провел в США в клубах «Нью-Йорк Хакоме» и «Бруклин Уондерерс». К тому времени в США уже несколько лет существовал достаточно сильный профессиональный чемпионат. В сезоне 1930 (осень) Шнайдер в 26 матчах забил 11 мячей, заняв восьмое место в списке бомбардиров сезона.
Успешными для игрока были года в составе швейцарского «Грассгоппера», с которым он завоевал титул обладателя Кубка Швейцарии.
В 1933 году заключил контракт с клубом «Ренн», в составе которого провёл следующие три года своей карьеры. В течение 1936—1937 годов защищал цвета клуба «Гавр». Завершил профессиональную игровую карьеру в клубе «Олимпик» (Алес), за команду которого выступал на протяжении 1937—1938 годов.

## Выступления за сборную
5 июля 1925 года дебютировал в составе национальной сборной Австрии в игре против Швеции (4: 2). Три года провёл в форме главной команды страны, сыграв в 11 матчах. После переезда за границу перестал вызываться в сборную.

## Карьера тренера
Начал тренерскую карьеру, ещё продолжая играть на поле в 1933 году, возглавив тренерский штаб клуба «Ренн».
В дальнейшем возглавлял клубы «Гавр» и «Олимпик» (Алес), где также был играющим тренером.

## Титулы и достижения
- Чемпион Венгрии : 1928-29
- Серебряный призёр Чемпионата Венгрии : 1930-31
- Обладатель Кубка Швейцарии : 1932